# Ritratto di Anne-Jules de Noailles
Ritratto di Anne-Jules de Noailles è un dipinto del 1691 del pittore francese Hyacinthe Rigaud che rappresenta Anne-Jules de Noailles, conte di Ayen e duca di Noailles nonché maresciallo di Francia (1650-1708).

## Storia dell'opera
Il ritratto del duca di Noailles dipinto da Hyacinthe Rigaud venne realizzato per celebrare le prodezze militari del maresciallo in Catalogna. 
L'artista conosceva bene il personaggio rappresentato nella sua opera, lo frequentava sovente e addirittura nel 1703 il duca era stato suo testimone di nozze al suo primo matrimonio civile e madmoiselle de Chastillon. Nella biografia di Rigaud del 1716, si precisa inoltre che quando il pittore venne ammesso alla nobiltà cittadina di Perpignano il duca di Noailles, come governatore generale della provincia del Rossiglione, fu il primo a felicitarsi con lui.
Un secondo ritratto del duca Anne-Jules de Noailles, Rigaud lo realizzò nel 1693, in occasione della sua nomina a maresciallo di Francia. Questo nuovo ritratto venne pagato 122 livres e 10 soldi e si trattò anche in questo caso di un busto. Nel 1694, nell'anno in cui il duca divenne viceré della Catalogna, fu lui a commissionare a Rigaud tre repliche del dipinto, una per Verly e una per Le Roy. Nel 1702, vennero realizzate altre due copie del dipinto, una senza subbio per l'artista, la prima del valore di 250 livres, la seconda di 100. Il primo di questi due dipinti, ad ogni modo, non è una vera copia in quanto venne utilizzato il dipinto a mezzo busto per realizzare un nuovo dipinto a figura intera che si trova oggi esposto al musée de l'armée di Parigi.
In una lettera scritta dalla marchesa de Sévigné a madame de Grignan, sua figlia, e datata 10 giugno 1695 si legge : «Ed ecco M. de Vendôme che va a comandare in Catalogna, e M. de Noailles che ritorna per farsi fare un ritratto da Rigaud».

## Descrizione dell'opera

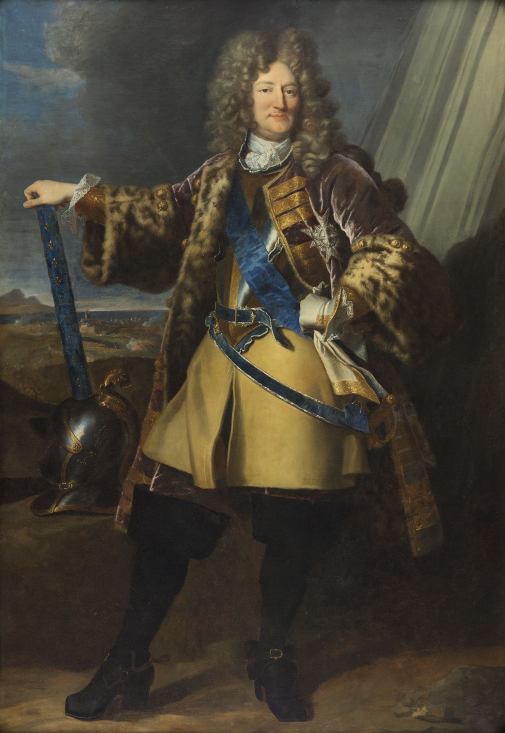
Ritratto a figura piena di Anne-Jules de Noailles di Rigaud del 1702. Il dipinto venne derivato dal mezzobusto già realizzato dal medesimo artista e riportato poi a figura intera per l'Hôtel des Invalides.

Il dipinto realizzato nel 1691 da Rigaud, da cui poi in seguito vennero derivate tutte le altre versioni, fu un mezzobusto pagato 188 livres, ed è oggi conservato al museo di Grenoble. Il maresciallo di Noailles appare rivestito con una giubba invernale di velluto, con a tracolla la fascia dell'ordine dello Spirito Santo (ricevuto il 31 dicembre 1688) e la placca sul petto. Sullo sfondo è possibile notare una tenda da guerra appena accennata con dei toni blu.